# 松田文雄
松田 文雄（まつだ ふみお、1908年3月9日 - 1971年7月9日）は、日本の洋画家。一水会会員。

## 人物
京都府京都市出身。生誕後すぐに三重県在住の松田舒の養子となり、しかし早くに養父母を失くし、戦時中は大日本帝国海軍の従軍画家として戦地に赴き、第二次世界大戦にあっては東京大空襲で自宅アトリエを焼失、晩年は半身不随、右目失明を経験しつつも筆を折ることがなかった。
早くから宗教書、哲学書に親しみ、作風は官学派を志向し、その一方で児童画でも評価を得た。
作品に「松田文雄画集」など。

## 略歴

### 学生時代まで
1908年（明治41年）3月9日、京都府京都市に生まれる。同年、三重県の松田舒の養子となった。
1920年（大正9年）に東京の麻布小学校を経て東京府立第一中学校（現東京都立日比谷高等学校）に入学、在学中に関東大震災に罹災しつつも存命し1925年（大正14）年府立一中を卒業、川端画学校に入学しデッサンを学んだ。
川端画学校入学の翌1926年（大正15年）には東京美術学校（現東京芸術大学）西洋画科に入学、この頃のちにアトリエを持つこととなる牛込区河田町に転居している。

### 戦時中まで
1928年（昭和3年）に入り東京美術学校三年生時に和田英作教室に編入、和田に師事しつつ、同年帝展に「Ｔ嬢立像」を出品、これが官展初出品作であると同時に松田の初入選作となる。翌1929年（昭和4年）に義父の死去を経験しつつ、帝展への出品を継続しながら1931年（昭和6年）に東京美術学校を卒業した。
1932年（昭和7年）に上海事変が勃発すると松田は海軍従軍画家として中国の上海に赴き、同年中に帰国している。
1938年（昭和13年）に義母が死去、その後も1939年（昭和14年）文展に「大陸の子」出品、1940年（昭和15年）紀元2600年奉祝展に「老鍛治屋」と官展出品を継続した。この頃、奉祝展と同時に一水会展に「萩咲く庭」「青衣座像」などを出品しており、これが縁となり山下新太郎、石井柏亭と知り合うこととなった。
1944年（昭和19年）まで文展出品を継続しつつ、同年陸軍美術展に「忠烈」「硫黄島決戦」「軍神山崎部隊長像」を出品した。この頃に藤田嗣治と交流しており、また戦火を避けて河田町の自宅を離れ世田谷区八幡山の農家に疎開している。
1945年（昭和20年）、東京大空襲により河田町にあった松田のアトリエは焼失した。

### 戦後
1946年（昭和21年）に再開された1月の日展に「小春日」を、10月に「草に座す」を出品。同年、一水会会員に推挙された。
1950年（昭和25年）までも数年おきの頻度で日展に出品を続け、またこの年に新宿区に建築した新しいアトリエへ転居した。日展への出品は1953年（昭和28年）の「雪崖」までで一旦中断し、1957年（昭和32年）から1963年（昭和38年）までは一水会展のみへ、そして1964年（昭和39年）の日展「白い道」出品を期に2年ほど日展のみ出品を続けた後、1966年（昭和41年）より双方へ出品するようになっている。
この間、1956年（昭和31年）にカソリックの洗礼を受けている。そして1966年（昭和41年）5月27日、松田は半身不随となった。この年、千葉県関宿の鈴木貫太郎記念館に大演習御召艦長門艦上の図」を納入した。
1967年（昭和43年）、一水会委員に推挙。

### 晩年
1969年（昭和44年）1月、糖尿性脱疽に罹患し右足の指を1本切断、3月に退院した。この年に一水会展に出品した「夏の牧場」が生涯最後の作品となった。
翌1970年（昭和45年）1月に再発し再入院、4月に退院。同年7月、友人画家の石井光雄・五味悌四郎・佐藤保春・田中志郎と共に日本自然派美術会を結成。また同月、かねてから念願としていたイタリア旅行に出発し、ローマでローマ法王に謁見を果たした。翌8月帰国したが、その後は病状が悪化し数回の手術を受けていた。同年12月、第1回日本自然派美術会展が開催された。
1971年（昭和46年）7月9日、腎不全により東京都港区の東京慈恵会医科大学附属病院にて死去、63歳没。墓所は養父母の眠る故郷三重県鳥羽市天真寺に埋葬された。墓所の隣には友人一同により松田の記念碑が建立された。
没後、1972年（昭和47年）7月6日から12日にかけて遺作展が新宿区の小田急百貨店にて開催された。